# Reinaldo Muñoz Pedroza
Reinaldo Enrique Muñoz Pedroza (Caracas, 28 de noviembre de 1971) es un político venezolano, se desempeña como procurador de Venezuela en condición de encargado desde 2015 designado por el presidente Nicolás Maduro y ratificado en el año 2021 por la AN como titular, también ha trabajado en años anteriores en el Seniat, además ocupó cargos administrativos en la Vicepresidencia de la República.

## Trayectoria política
Desde el 8 de marzo de 2006 -designado por el entonces ministro Elías Jaua-, se desempeñó como director general de la Consultaría Jurídica del Ministerio de Agricultura y Tierras (MAT), durante el segundo periodo presidencial de Hugo Chávez caracterizado por la expropiación sistemática de fincas por parte del Estado (al menos 550 fincas expropiadas entre 2005 y 2009, según del Observatorio del Derecho a la Propiedad).

"En fecha 04 de abril de 2009, el Director General de Consultaría Jurídica del Ministerio del Poder Popular para la Agricultura y Tierras, ciudadano Reinaldo Enrique Muñoz Pedroza, se presentó en horas de la mañana en el fundo denominado Hato El Frío [...] ejecutó la medida preventiva de Ocupación Temporal sobre toda la superficie del Hato El Frío, materialización mediante la posesión inmediata de la misma, y designó como administradora pro tempore del Hato El Frío, a la Empresa Socialista Agroecologica Marisela, S.A."

En 2011 se desempeñó como director general de la Consultoría Jurídica de la Vicepresidencia de la República -bajo las gestiones de Elías Jaua y Nicolás Maduro-, cargo que mantuvo hasta 2014. En 2011 el vicepresidente Jaua lo nombró como uno de los miembros principales de la Junta Liquidadora del Centro Simón Bolívar (CSB), C.A.
En la Asamblea Nacional, el 10 de noviembre de 2016, se inició un debate liderado por la diputada Delsa Solórzano y el diputado Oscar Ronderos, en el que se solicitó una investigación contra Muñoz, Solórzano explicó que el procurador constitucional fue Cilia Flores quién designó a Manuel Galindo y este se convertiría en contralor y dejó en la Procuradoría a Muñoz. Además se le acusó de no "tener las atribuciones para ocupar ese cargo" ya que llevaba 10 años como abogado.